# Elio Ghelfi
(Elio Ghelfi)
Elio Ghelfi (Rimini, 1º giugno 1937 – Rimini, 15 marzo 2020) è stato un allenatore di pugilato italiano.

## Biografia
A Rimini iniziò la sua attività come pugile dilettante, facendo parte della nazionale italiana di boxe tra gli anni cinquanta e sessanta.
Terminata la carriera pugilistica, divenne allenatore di rilievo, allenando tra gli altri Alfio Righetti, Loris Stecca, Maurizio Stecca,,ì Francesco Damiani, Sumbu Kalambay, Giovanni Parisi, Luigi Minchillo, Luca Bergers e Herry Geyer.
Ghelfi complessivamente ha seguito come allenatore oltre 2.200 incontri. Gli atleti da lui allenati hanno ottenuto vittorie importanti, tra le quali:
- un titolo olimpico (Maurizio Stecca)
- sei campionati del mondo nelle varie categorie
- cinque campionati europei nelle varie categorie
- dieci campionati italiani nelle varie categorie

È stato anche a lungo consigliere comunale di Rimini, dove è morto il 15 marzo 2020, all'età di 82 anni.